# 生命活水医院住院部旧址
生命活水医院住院部旧址位于中国江西省九江市浔阳区塔岭南路48号。现为九江市第一人民医院。
生命活水医院由美国基督教美以美会创办。
该院的门诊大楼、住院部及其它附属建筑现仍保留，均为砖木结构的西式建筑，铁皮红瓦，青砖墙体。
2004年12年15日，生命活水医院住院部旧址公布被列为第三批九江市文物保护单位，2006年12月18日公布为江西省文物保护单位。